# Gegenschein
O Gegenschein, do alemão "brilho de oposição", é um efeito astronômico visível como uma mancha elíptica fraca de luz, diretamente oposta ao Sol no céu, e é mais sutil e difícil de enxergar do que a Luz zodiacal.  O gegenschein vem da luz espalhada pelas partículas interplanetárias de poeira, que também causam a Luz zodiacal. No entanto, o fenômeno físico envolvido é um tanto distinto, conhecido como retro-espalhamento, em que o reflexo das partículas apresentam-se como espécies de "fases", dependendo da posição terra - sol.  Perto do ponto de maior oposição solar, as partículas apresentam-se em "fase cheia", alcançando um brilho mais intenso. Sua observação requer céu limpo e escuro e a dificuldade de observação advém do fato de que o ponto anti-solar está próximo ao ponto em que a Eclíptica cruza o equador galáctico, onde a faixa da Via-Láctea é mais luminosa, dificultando o reconhecimento do Gegenschein. Chega à sua maior altura e proeminência à meia-noite e pode-se vê-lo melhor entre fevereiro e abril e também entre setembro e novembro.